# رود عطبره
رود عطبره (عربی: نهر عطبرة‎) که همچنین گاهی نیل سرخ یا نیل سیاه نامیده شده، رودخانه‌ای در شمالشرقی is a river in northeast آفریقا است. سرچشمهٔ این رود در کشور اتیوپی است، سپس از مسیری به طول ۵۰ ک‌م شمال دریاچه تانا راه پیموده و ۳۰ ک‌م در غرب قندار عبور می‌کند. سپس جریان یافته و ۸۰۵ ک‌م دیگر طی می‌کند تا در شمال-مرکزی سودان به نیل بپیوندد و در کنار شهر عطبره (سودان) (۱۷°۴۰′۳۷″شمالی ۳۳°۵۸′۱۲″شرقی / ۱۷٫۶۷۷°شمالی ۳۳٫۹۷۰°شرقی) به نیل ملحق شود.